# 장뤽 고다르
장뤽 고다르(Jean-Luc Godard, 1930년 12월 3일 ~ 2022년 9월 13일)는 프랑스, 스위스의 영화 감독, 영화 각본가, 영화 평론가이다. 1960년대 프랑스의 영화 운동인 누벨 바그의 대표적 인물 중 한 명이다. 자기 영화를 전적으로 담당하는 작가로서, 고다르는 프로듀서, 시나리오 작가, 대본 작가를 겸임하며, 편집까지 스스로 담당하기도 했다. 가끔씩 단역으로 자기 작품에 출연하기도 했으며 내레이션을 맡기도 했다.
에릭 로메르, 프랑수아 트뤼포, 클로드 샤브롤, 자크 리베트처럼 영화 평론가로서 경력을 시작하였다. 주로 《가제트 뒤 시네마》, 《카예 뒤 시네마》, 《아르》에 글을 기고했다. 동시에 스위스의 그랑드디상스 댐 건설에 관한 다큐멘터리인 《콘크리트 작전Opération béton (1954)》, 모파상에 영감을 받아 예산 없이 찍어낸 《아양떠는 여자Une femme coquette (1955)》, 에릭 로메르와 함께 멋부린 문체로 쓴 《모든 청년들은 파트리크라고 불린다Tous les garçons s'appellent Patrick 또는 샤를로트와 베로니크Charlotte et Véronique》, 프랑수아 트뤼포가 촬영하고 고다르가 이미지를 편집한 《물의 이야기Une histoire d'eau (1958)》, 마지막으로 《샤를로트와 그녀의 정부Charlotte et son jules (1958)》같은 16mm 단편을 찍기도 했다.
1959년, 《네 멋대로 해라》의 촬영과 함께 장편 영화를 찍기 시작한다. 이 영화는 큰 성공을 거둠과 동시에, 누벨 바그의 시조격 영화 중 하나로 자리매김한다. 1960년대에 고다르는 일 년에 여러 편의 영화를 찍으며, 여러 기획을 진행한다. 1960년, 고다르는 알제리 전쟁에 관한 영화 《작은 병정Le Petit Soldat》과 뮤지컬에 대한 경의를 담은 영화 《여자는 여자다Une femme est une femme》를 찍는다. 이후 고다르는 매춘을 하는 젊은 여성에 관한 영화 《자기만의 인생Vivre sa vie (1962)》, 전쟁에 관한 신작 《기관총 부대Les Carabiniers (1963)》, 영화계를 다룬 영화 《경멸Le Mépris (1963)》을 찍는다. 고다르는 1964년 《국외자들Bande à part》과 《유부녀Une femme mariée》를 찍으며 영화 활동을 이어간다. 1965년, 고다르는 SF 영화 《알파빌, 레미 코숑의 기이한 모험Alphaville, une étrange aventure de Lemmy Caution》을 감독하며, 그 다음으로 많은 전문가들이 그의 걸작이라고 평가하는 로드 무비 《미치광이 피에로Pierrot le Fou》를 찍는다. 이후 고다르는 청춘들에 관한 영화 《남성 여성Masculin féminin》, 《메이드 인 USAMade in USA》, 다시 매춘이라는 주제를 다룬 《그녀에 대해 알고 있는 두 세가지 것들Deux ou trois choses que je sais d'elle》, 《중국 여인La Chinoise (1967)》, 《주말Week-end (1967)》을 찍는다.
이후 고다르는 일류 영화인으로서, 지식인 계층과 예술계를 이끄는 인물 중 한 명이 된다. 1968년, 그의 몇몇 이전 영화에서 이미 예견된 5월 사태는 기존 영화 체계와의 단절의 기회였다. 고다르는 정치적으로 급진적이 되며, 소외당한다. 고다르는 장피에르 고랭과 함께 정치 영화를 만들고자 시도하며, 지가 베르토프 집단이라는 집단 필명하에 영화를 제작한다. 이 시기 고다르의 영화는 널리 알려지지 않았다. 1974년부로, 고다르는 동거녀 안마리 미에빌과 함께 비디오 촬영을 실험하며, 텔레비전 매체를 통하여 작업하며, 영화와는 거리를 둔다.
고다르는 1980년대 《도망쳐라 (인생)Sauve qui peut (la vie)》으로 영화계로 복귀한다. 이후 그는 마치 1960년대처럼 영화계의 중심으로 돌아온다.
1980년대 말, 고다르는 영화의 영화적인 역사를 구성하고자 시도한 《영화사Histoire(s) du cinéma》라는 제목의 영화-에세 연작 제작에 몰두하며, 1998년 완성하게 된다. 2000년대, 고다르는 《사랑의 찬가Éloge de l'amour (2001)》, 《우리의 음악Notre musique (2004)》, 《필름 소셜리즘Film Socialisme (2010)》과 같은 영화를 통하여 작품 활동을 계속한다. 또한 고다르는 파리 조르주 퐁피두 센터에서 전시를 열기도 했다. 고다르는 가장 야심적으로 계획한 전시를 결국 단념했지만, 원 전시 계획의 축소판은 《Voyage(s) en utopie. À la recherche d'un théorème perdu. JLG 1945-2005》라는 제목으로 전시되었다.
장 뤽 고다르는 1965년 《알파빌》로 베를린 영화제 황금곰상을 수상하였으며, 두 은곰상(《네 멋대로 해라》로 감독상, 《여자는 여자다》로 심사위원 그랑프리)을 수상했다. 고다르는 또한 1982년 베네치아 영화제에서 황금사자상 영예상(경력상)을 받았으며, 1983년 《카르멘이라는 이름Prénom Carmen》으로 황금사자상 작품상을 받았다. 이외에도, 고다르는 2014년 《언어와의 작별Adieu au langage》로 칸 영화제 심사위원상을 받았으며, 1987년과 1998년 세자르 공로상을 두 번 받았고, 2010년 자신의 전체 경력으로 아카데미 공로상을 받았다. 2018년 고다르는 제71회 칸 영화제에서 《이미지 북 Le Livre d'image》으로 황금종려상 경쟁 부문에 진출했다.
2022년 9월 13일, 스위스 자택에서 조력 자살로 삶을 마감했다.

## 생애

### 유년기와 젊은 시절
장 뤽 고다르는 1930년 12월 3일, 파리 7구 코냑제가 2번지에서 넷째 중 둘째로 태어났다. 1930년 1월 6일 태어난 ·  누나 라셸은 1993년 사망했다. 여동생 베로니크는 사진가이다.
장 뤽 고다르의 아버지 폴 고다르(1899-1964)는 1899년 5월 1일 프랑스 북부 출신의(르 카토-캉브레지) 어머니와 상세르의 옛 개신교 가문 태생으로 셰르 출신의 아버지 조르주 고다르 사이에서 태어났다. 1916년 폴 고다르는 평화주의 신념에 따라 가족과 함께 스위스로 이민을 가서, 처음에는 브베, 이후 제네바에 자리를 잡는다. 폴 고다르는 이후 의학을 공부했으며, 1922년 파리에서 자신의 논문을 발표한다. 그는 파리와 스위스를 오고 가며 일을 했다.
장 뤽 고다르의 어머니, 오딜 모노(1909-1954)는 1765년 제네바에서 태어난 장 모노 목사와 1802년 태어난 아돌프 모노 목사의 후손으로 프랑스의 개신교 유력 가문에서 태어났다. 고다르의 외할아버지, 쥘리앵 모노는 동양 금융 회사(Société financière d'Orient)를 운영하였으며, 파리·네덜란드 은행의 창립자 중 한 명이다. 1924년, 쥘리앵 모노는 라스파유 대로 16번지에 있는 건축가 앙리 소바주가 설계한 아파트를 산다. 그는 작가들과 자주 만나며, 1924년 만난 폴 발레리와 매우 친밀히 지내게 된다. 시인을 대단히 찬미하던 아돌프 모노는 방 한쪽에 시집과 시인들의 원고, 서간을 모으고, 그 방을 "발레리아눔valerianum"이라 이름 붙였다. · 
폴 고다르는 오딜 모노와 1928년 10월 16일 루브르 예배당에서 결혼한다. 1933년, 폴 고다르는 스위스의 병원에서 일자리를 얻어, 고다르 가족은 1936년 니옹으로 가기 전에 니옹과 롤 사이에 있는 레망 호숫가의 프리외레가 4번지에 자리를 잡는다. 장 뤽 고다르는 1936년부터 니옹에 있는 초등학교를 다녔다. 고다르는 유년 시절에 특히 운동에 빠져, 축구, 스키, 농구 등을 했다. 고다르의 유년기에 있어서는 개신교가 큰 역할을 했다. 어린 장 뤽 고다르의 첫 관심은 미술이었다. 고다르가 어린 시절 그린 작품은 폴 클리와 오스카르 코코슈카의 영향을 받은 것으로 보인다. 고다르는 앙티쉬르레망에 있는 외조부 소유의 저택에서 방학을 보냈다.
1940년 6월, 독일군이 프랑스를 침공할 때 장 뤼크 고다르는 파리의 외조부모와 함께 지냈다. 프랑스에서 스위스로 다시 가기 전, 고다르는 1940년 개학을 앞두고 있을 때 브르타뉴에 살던 이모 오드에게 보내졌다. 고다르의 외가인 모노 가문은 공화파이자 좌파에 가까웠으나, 외할아버지 쥘리앵 모노는 더 보수적이었고, 페탱 장군을 옹호하며, 친독 신문을 읽었다. 이와 반대로, 고다르의 부모는 적십자에서 일하며 친영파에 가까웠다.
전후, 장 뤽 고다르는 니옹의 콜레주(중학교)에서 졸업장을 따고, 바칼로레아를 치기 위하여 파리의 리세 뷔퐁(고등학교)에 입학한다. 고다르는 가족과 떨어져 살게 되었다. 그의 부모는 별거를 하게 된다. 고다르의 아버지는 근위축성 측색 경화증에 시달리며, 처가의 태도를 견딜 수 없었는데, 어머니는 친정과 멀어지는 것을 견딜 수 없었던 것이다. 고다르의 어머니는 1949년 남편을 떠나 제네바로 이사갔으며, 이후 1951년 로산으로 가게 되며, 결국 1952년 11월 고다르의 부모는 이혼하게 된다. 고다르는 이후 아사스가에 있는 작가이자 출판업자인 장 슐룅베르제의 아파트 바로 아래층에 거주하게 된다. 고다르는 학업에 흥미를 잃었으며 1947년 바칼로레아 취득에 실패한다. 고다르는 영화 클럽과 시네마테크 프랑세즈에 자주 드나들기 시작했다. 고다르는 영화에 눈을 뜬 것뿐만 아니라, 《레뷔 뒤 시네마》에 적힌 비평문을 읽기도 했는데, 특히 오늘날 에릭 로메르로 더 잘 알려진 모라스 셰레르의 글을 읽었다.
유복한 가정에서 자랐음에도 장 뤽 고다르는 니옹에서의 청소년기 때부터 도둑질하는 습관이 있었다. 이 습관은 편집증적이 되었으며, 장 뤽 고다르는 친척이나 친구의 물건을 훔치기도 했다. 특히, 그는 장 슐룅베르제의 서재에서 책을 훔치고, 퐁뇌프에 그것을 팔기도 했다. 또한 고다르는 외할아버지의 서재에서 폴 발레리의 작품을 훔치고, 외할아버지 집과 마주보고 있는 갈리마르 서점에 팔기도 했다. 외할아버지는 그것을 알아차렸고, 장 뤽 고다르는 17살에 집안의 골칫덩어리가 되었다. 얼마 지나, 그는 또 1952년 《카예 뒤 시네마》의 [[금고에, 그리고 팔레루아얄 근처에 있으며 친구의 아버지 샤를 비치가 운영하는 카페 드 라 코메디의 계산대에 손을 대기도 했다. 가족과 연을 끊은 고다르는 1947년 11월 《집안. 또는 전체의 인상Le Cercle de famille. Ou impressions d'ensemble》이라는 제목의 가족에 대한 비방글을 쓴다.
고다르는 1948년 스위스로 돌아와서, 로산의 콜레주 레마니아에서 바칼로레아를 준비한다. 재수를 하고도 바칼로레아에 실패한 후, 그는 삼수 끝에 1949년 바칼로레아를 취득한다. 이 시기, 고다르는 미술, 영화, 문학 중에 무엇을 할지 여전히 고민하고 있었다. 그는 샤를페르디낭 라뮈의 소설을 원작으로 한 《알린Aline》이라는 제목의 첫 시나리오를 썼다.
1949년 가을, 고다르는 파리 소르본 인류학과에 입학하나, 얼마 지나지 않아 이 학과에 대한 흥미를 잃었다. 소르본에서 고다르는 훗날의 쉬잔 쉬프망이자 많은 영화에서 고다르와 함께 협업하게 되는 쉬잔 클로셴들러(Suzanne Klochendler)와 작가 장 파르뷜레스코(Jean Parvulesco)를 만나게 된다. 고다르는 조르주 메레디트의 《약혼녀La Fiancée》를 원작으로 한 두번째 시나리오, 《아이러니의 중단, 클레르La Trêve d'ironie, Claire》를 집필한다. 이 시기 고다르는 영화를 엄청나게 많이 보았다. 앙리 랑글루아가 운영하는 시네마테크에서, 고다르는 쉬잔 클로셴들러, 프랑수아 트뤼포, 장 그뤼오, 자크 리베트와 정기적으로 만나게 된다. 고다르는 또한 1947년 프레데리크 프뢰셸이 설립한 카르티에 라탱 영화 클럽에도 드나들었는데, 이곳에서 그는 모리스 셰레르, 폴 제고프, 트뤼포, 클로드 샤브롤, 그뤼오, 리베트를 만난다. 이 영화 클럽은 《카르티에 라탱 영화 클럽 회보Bulletin du ciné-club du Quartier latin》를 간행했는데, 이 회보는 이후 1949년 말 《가제트 뒤 시네마》라는 이름의 진짜 영화지가 된다. 19살에 쓴 고다르의 첫 비평이 실린 것 역시 바로 이 회보이다. 고다르는 1950년 6월부터 11월까지 12편의 기사를 본명으로, 또는 자신의 이름인 장 뤽(Jean-Luc)를 독일어화한 한스 루카스(Hans Lucas)라는 필명으로 실었다. 1950년 9월, 고다르는 카르티에 라탱 영화 클럽의 친구들과 함께, 장 콕토가 주관하는 옵젝티프 49 영화 클럽 주최의 비아리츠 영화제에 참가한다. 이 영화제는 《가제트 뒤 시네마》 주변으로 모여든, 선배들이 편성한 것에 대하여 아낌없이 비판하는 젊은 비평가들의 지지가 있던 중요한 순간이었다.
1950년 12월, 고다르의 아버지는 아들에게 아메리카 여행을 가자고 제안한다. 고다르는 먼저 뉴욕을 방문했으며, 이후 아버지가 정착하고자 구매한 저택이 있는 자메이카의 킹스톤으로 간다. 장 뤽 고다르는 그 다음 혼자서 몇 달간 남아메리카 여행에 떠난다. 고다르는 1951년 4월 프랑스로 돌아오기 전까지 파나마, 페루, 볼리비아, 브라질을 다녀간다.

### 《카예 뒤 시네마》 시기 (1950-1959)
1951년 4월, 자크 도니올발크로즈는 《카예 뒤 시네마》를 창간했다. 《레뷔 뒤 시네마》의 정신을 계승한 《카예 뒤 시네마》는 《가제트 뒤 시네마》에서 일하던 친구들을 《카예 뒤 시네마》로 데려오려고까지 한 모리스 셰레르같은 다양한 파벌의 비평가들에게 환영받았다. 고다르는 1952년 1월 이 신간 잡지에 뤼돌프 마테의 《사라진 사랑La Flamme qui s’éteint》에 관한 자신의 첫 기사를 기고했다. 1952년 4월 고다르는 《주제의 우위》라는 제목의 글에서 알프레드 히치콕의 《열차 안의 낯선 자들Strangers on a Train》에 대한 비판적인 찬사를 보내며 기고 일을 계속하며, 같은 해 9월 《고전적 컷에 대한 옹호와 예증》이라는 제목의 글로 앙드레 바쟁을 전면적으로 공격한다..
1953년 봄, 고다르의 아버지는 아들에게 취리히에 있는 스위스 방송사의 카메라맨 일자리를 찾아준다. 이 경험은 안좋은 결말로 끝났다. 고다르는 다시 방송사의 금고에 손을 댄 것이다. 그는 경찰에 신고되어 3일간 구치소에서 밤을 보낸다. 더욱이, 인도차이나 전쟁에 끌려가지 않으려고 고다르는 성년이 되었을 때 프랑스가 아닌 스위스 국적을 골랐지만, 스위스에서 병역의 의무를 치루지 않았기에 범법자가 되버린 것이다. 고다르의 아버지는 로산에 위치한 라 그랑제트 정신병원에 아들을 몇 주간 수감시켰다. 이 일화 이후, 고다르는 10년간 아버지를 다시 보지 않았다. 정신병원에서 풀려나자, 고다르의 어머니는 아들에게 발레에 있는 그랑드디상스 댐의 건설 일자리를 알아봐준다. 고다르는 1953년 여름에 그곳에서 일했으며, 1954년에 걸쳐서는 제네바에서 휴가를 보내며, 경망스런 댄디 무리들과 어울렸다. 친구 장피에르 로브셰르와 함께, 고다르는 16mm 필름으로 이 댐 건설에 관한 다큐멘터리를 제작한다. 《콘크리트 작전Opération béton》이라는 제목이 붙은 자신의 처녀작부터, 고다르는 소리에 특히 귀를 기울이며, 정성스럽게 그것을 녹음하고자 했다. 고다르는 그랑드디상스 회사에 자신이 제작한 다큐멘터리를 팔았다. 1954년 4월 21일, 고다르의 어머니가 45세의 나이로 스쿠터 사고를 당하여 사망했다. 다큐멘터리를 팔고 나서, 고다르는 제네바로 거처를 옮기며 두번째 단편 영화, 《아양떠는 여자Une femme coquette》를 1955년 11월 루소섬에서 촬영한다.
고다르는 1956년 1월 파리로 돌아오고, 《가제트 뒤 시네마》 무리들과 다시 어울리기 시작한다. 클로드 샤브롤덕에, 고다르는 폭스의 보도 담당직으로 비정기적으로 약 2년간 일하게 된다. 고다르는 《카예 뒤 시네마》로도 복귀한다. 그곳에 돌아오고 나서 고다르는 다른 젊은 터키인, 프랑크 타슐랭도 옹호하던, 고전주의 전통의 바깥에 있는 영화인에 관한 글을 기고한다. 프랑수아 트뤼포덕에, 고다르는 1958년 2월에 주간지 《아르》에도 돌아온다. 동시에 고다르는 미리앙 보르수츠키의 감독하에 영화 제작자 피에르 브롱베르제의 편집 담당으로도 일한다.
1957년 5월, 고다르는 《모든 청년들은 파트리크라고 불린다Tous les garçons s'appellent Patrick 또는 샤를로트와 베로니크Charlotte et Véronique》라는 자신의 첫 프로 단편 영화를 찍는다. 에릭 로메르와 함께 쓰고 피에르 브롱베르제가 제작한 이 영화는 천진난만하고 멋을 부리는 두 아가씨가 작중 뤽상부르 공원 주변에서 동일한 남자에게 유혹당하는 이야기이다. 이 영화는 1959년 봄 에두아르 몰리나로의 영화 《도시의 증인Un témoin dans la ville》의 부록으로 극장에서 상영되었다.
1958년 2월, 일드프랑스는 억수같은 홍수로 극심한 홍수 피해를 입었다. 고다르와 피에르 브롱베르제의 의논이 있던 이후, 프랑수아 트뤼포는 교외에 거주하며 이 홍수 시기에 파리에 가고싶어 하는 젊은 여성의 이야기를 영화로 만들러 떠났다. 이 영화에는 《물의 이야기Une histoire d'eau》라는 제목이 붙었다. 트뤼포는 이 편집용 필름에 만족하지 못했고 계획을 포기했으나, 고다르는 대본을 써서 안 콜레트와 함께 보이스오프로 읽으며 영화를 편집한다. 영화는 1961년 3월 마침내 자크 드미의 영화 《롤라》의 첫 장면으로 상영된다.

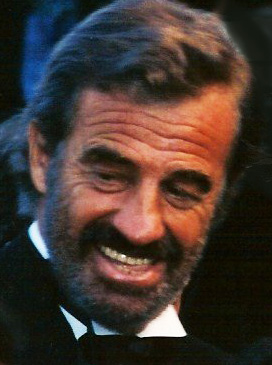
《샤를로트와 그녀의 정부》, 《네 멋대로 해라》, 《여자는 여자다》, 《미치광이 피에로》를 찍은 장폴 벨몽도

고다르는 이후 《샤를로트와 그녀의 정부Charlotte et son jules》를 장폴 벨몽도와 안 콜레트와 함께 찍는다. 장 콕토의 《무심한 미남Le Bel Indifférent》에 영향을 받은 이 영화는 해어지자고 말하고 칫솔을 찾으려고 자신을 보려 온 연인을 앞에 둔 사내의 긴 독백이다. 벨몽도는 촬영후 녹음을 위하여 불참했으며, 고다르 스스로가 등장 인물을 더빙했다. 이 영화는 1961년 3월, 《롤라》가 개봉하던 기간에 개봉되었다.

### 카리나 시기 (1959-1967)

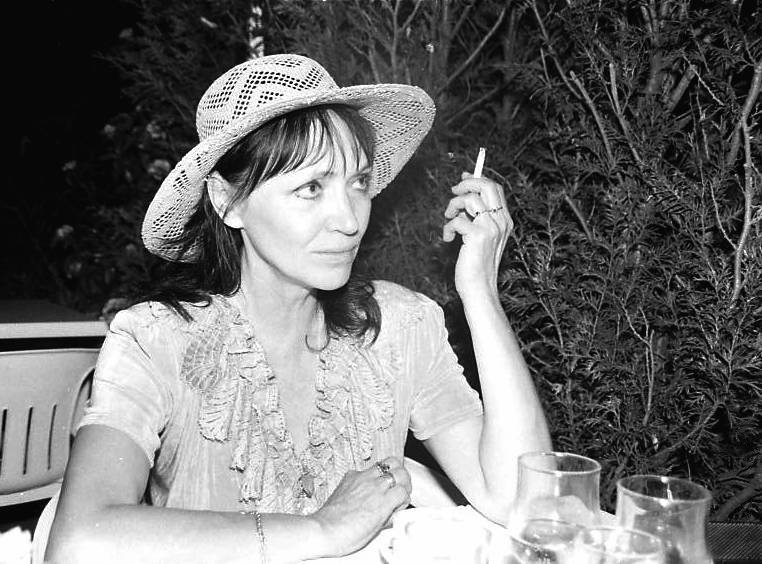
안나 카리나는 1961년 장 뤽 고다르와 결혼하여 1967년 이혼하였다. 카리나는 고다르와 7편의 영화를 찍었는데, 고다르와 함께한 영화로는 여자는 여자다 (1961), 알파빌 (1965), 미치광이 피에로 (1965)와 단편(기대, 또는 2000년의 사랑, 1966) 등이 있다.

1959년 칸 영화제에서 프랑수아 트뤼포의 작품, 《400번의 구타Quatre Cents Coups》가 성공한 이후, 고다르는 이 같은 흐름을 망쳐서는 안된다는 책임감을 갖고, 첫 작품의 감독 작업에 들어갔다. 고다르는 여러 면에서 영감을 받은 트뤼포의 시나리오 구상을 재차 집어들고, 자기 영화의 후원을 받고자 영화 제작자 조르주 드 보르가르와 연락했다. 《네 멋대로 해라À bout de souffle》는 파리의 미국 여자와 다시 만나고자 마르세유에서 자동차를 절도한 젊은 남자 미셸 푸아카르의 이야기를 다룬다. 파리로 돌아오는 길에서 그는 경찰관 두 명에게 쫓기고 그 중 한 명을 죽인다. 그는 결국 파리에서 미국인 여자를 찾는다. 미국 누아르 영화의 전통처럼, 영화는 실화에서 영감을 얻었다. 이 영화는 1959년 8월에서 9월까지 장폴 벨몽도와 진 시버그 주역으로 촬영되었다. 제작 기간은 꽤 짧은 편이었지만, 내용이 빽빽하여 고다르는 계획을 바꿔 분량을 줄여야 했으나, 전통적 방법으로 전체 분량을 줄이는 대신 각본 내에서 수정했다. 고다르는 전에 자신이 불가능한 영화를 찍고 있다고 말한 친구 장피에르 멜빌의 조언에 따라, 지금껏 찍은 내용처럼 계속 촬영했다. 이 조언에 말미암아 고다르는 자신의 영화에 특징적인 리듬을 부여한 불연속적인 끊김 기법을 창안했다. 1960년 3월에 나온 이 영화는 대중적으로(프랑스에서만 220만명이 관람했다) 큰 성공을 얻었다. ·  비평쪽에 있어서도 성공하며, 고다르는 《레 레트르 프랑세즈Les Lettres françaises》의 조르주 사둘같은 주요 비평가들의 지지를 받는다.
《네 멋대로 해라》 개봉 이후, 고다르는 《작은 병정Petit Soldat》 촬영을 시작한다. 고다르는 최근의 영화가 오로지 성관계만을 다루고, 알제리 전쟁이나 검열같은 현 세태에 대한 문제를 다루지 않는다고 비판한 이들과 정반대의 입장을 취했다. 영화는 마쉬 장군이 알제리의 정권을 잡은 1958년 5월 13일 제네바를 배경으로 한다. 이 영화는 프랑스군을 탈영하여 제네바의 극우 테러리스트 그룹에서 일하는 이의 이야기를 다룬다. 그는 이 같은 일을 그만 두고 싶지만, FLN에 인질로 사로잡히고, 탈출하려 하나, 애인이 극우 테러리스트에 인질로 잡히고 만다. 정치적으로 이 영화는 논란의 대상이었고, 극우 그룹과 FLN 모두 고문을 하는 것으로 묘사되었다. 영화는 정보부 장관에 의하여 검열되었는데, 당대 정보부 장관이던 루이 테르누아르는 다음과 같이 검열을 옹호하였다. "프랑스의 모든 젊은이들이 알제리에서 병역을 수행하며 전투에 임하는 이 순간에, 문제시 될 행동이 묘사되고 표현되며, 궁극적으로 그러한 행동이 정당화된 이 영화는 인정하기 어렵다." 영화는 알제리 전쟁이 끝난 후인 1963년에 개봉되었다.
영화를 촬영하며, 고다르는 여배우 안나 카리나를 유혹했다. 1959년 여름 광고를 찍는 카리나를 처음 보고, 고다르는 그녀에게 《네 멋대로 해라》의 배역을 제안하나, 카리나는 탈의 촬영은 하고 싶지 않다고 거절한다. 이후 고다르는 그녀에게 《작은 병정》의 주역을 제안한다. 안나 카리나는 이 이후로 장 뤽 고다르의 뮤즈가 되며, 1960년대 동안 고다르와 7편의 영화를 찍는다.(《작은 병정》, 《여자는 여자다》, 《자기만의 인생》, 《국외자들》, 《알파빌》, 《미치광이 피에로》, 《메이드 인 USA》) 고다르는 카리나와 스위스 브넁에서 1961년 3월 3일 결혼하며, 이후 파리 마르소 대로의 개신교 교회에서 또 한번 결혼식을 올린다. 하지만 고다르 부부의 결혼생활은 잘 이루어지지 못했는데, 장 뤽 고다르와 안나 카리나는 1964년 12월 21일 공식적으로 이혼한다.

## 작업 방식

### 고다르와 인용의 예술
고다르의 영화는 회화, 음악, 문학, 철학, 역사, 영화에 대한 인용으로 가득 차 있다. 《[누벨 바그 (1990년 영화)|누벨 바그]]》를 공개한 1990년 칸 영화제 당시 기자 회견에서, 고다르는 자신을 두고 창조자라기보다 "영화의 의식적 조직자"라 칭하며, 인용과 자신의 관계를 설명한다. "내게 있어서, 모든 인용은 — 그것이 회화건, 음악이건, 문학이건 간에 — 인문학에 속해 있다. 나는 레이먼드 챈들러와 표도르 도스토예프스키를 어느 날 한 레스토랑에서 대배우하고 무명배우와 함께 둘만한 그런 사람이다. 이것이 전부다."

## 작품 목록
- 1960년 《네 멋대로 해라》
- 1961년 《여자는 여자다》
- 1962년 《자기만의 인생》
- 1963년 《작은 병정》 Le Petit soldat
- 1963년 《기관총부대》 Les Carabiniers
- 1963년 《경멸》
- 1964년 《국외자들》
- 1964년 《결혼한 여자》 Une femme mariée
- 1965년 《알파빌》
- 1965년 《미치광이 삐에로》
- 1966년 《남성, 여성》 Masculin féminin
- 1966년 《아메리카의 퇴조》 Made in U.S.A.
- 1967년 《그녀에 대해 알고 있는 두 세가지 것들》
- 1967년 《중국 여인》
- 1967년 《주말》
- 1969년 《즐거운 지식》 Le Gai savoir
- 1972년 《만사형통》 "Tout va bien"
- 1979년 Sauve qui peut (la vie)
- 1988년 - 1998년 Histoire(s) du cinéma(영화사)
- 1993년 《오! 슬프도다》 Hélas pour moi
- 1995년 《JLG/JLG: 고다르의 자화상》 JLG/JLG - autoportrait de décembre
- 1996년 《포에버 모차르트》 For Ever Mozart
- 2001년 《사랑의 찬가》 Éloge de l'amour
- 2004년 《아워 뮤직》 Notre musique
- 2010년 《필름 소셜리즘》
- 2014년 《언어와의 작별》 Adieu au Langage
- 2018년 《이미지 북》 Le Livre d'image

## 같이 보기
- 점프 컷
- 누벨 바그

### 내용주
1. ↑  외가쪽으로 장 뤽 고다르는 테오도르 모노의 조카이자 제롬 모노의 사촌이다.(de Baecque 2011, 37쪽)

### 참조주
1. ↑  “Jean-Luc Godard a eu recours au suicide assisté: «Il n’était pas malade, il était simplement épuisé»”. 《Libération》 (프랑스어). 2022년 9월 13일에 원본 문서에서 보존된 문서. 2022년 9월 13일에 확인함.
2. ↑  Pulver, Andrew (2022년 9월 13일). “Jean-Luc Godard, giant of the French new wave, dies at 91”. 《The Guardian》 (영어). 2022년 9월 13일에 원본 문서에서 보존된 문서. 2022년 9월 13일에 확인함.
3. ↑  “Le cinéaste Jean-Luc Godard est décédé à l'âge de 91 ans”. Swissinfo. 2022년 9월 13일. 2022년 9월 13일에 원본 문서에서 보존된 문서. 2022년 9월 13일에 확인함.
4. ↑  (de Baecque 2011, 19쪽).
5. ↑  (de Baecque 2011, 23쪽).
6. ↑  https://www.idref.fr/144807459.
7. ↑  (de Baecque 2011, 20-21쪽).
8. ↑  (de Baecque 2011, 21-24쪽).
9. ↑  (de Baecque 2011, 24쪽)
10. ↑  (de Baecque 2011, 25-29쪽).
11. ↑  (de Baecque 2011, 29-31쪽).
12. ↑  (de Baecque 2011, 31-33쪽).
13. ↑  (de Baecque 2011, 47쪽).
14. ↑  (de Baecque 2011, 33-35쪽).
15. ↑  (de Baecque 2011, 36쪽).
16. ↑  (de Baecque 2011, 37-38쪽).
17. ↑  (de Baecque 2011, 50쪽).
18. ↑  (de Baecque 2011, 54-55쪽)
19. ↑  (de Baecque 2011, 56쪽).
20. ↑  (de Baecque 2011, 58-59쪽).
21. ↑  (de Baecque 2011, 38-40쪽).
22. ↑  (de Baecque 2011, 64-67쪽).
23. ↑  (de Baecque 2011, 41-43쪽).
24. ↑  (de Baecque 2011, 71-73쪽).
25. ↑  (de Baecque 2011, 44쪽).
26. ↑  (de Baecque 2011, 73쪽).
27. ↑  (de Baecque 2011, 74-80쪽).
28. ↑  (de Baecque 2011, 84쪽).
29. ↑  (de Baecque 2011, 85-89쪽).
30. ↑  (de Baecque 2011, 99-101쪽).
31. ↑  (de Baecque 2011, 102-105쪽).
32. ↑  (de Baecque 2011, 108쪽).
33. ↑  (de Baecque 2011, 113-115쪽).
34. ↑  (de Baecque 2011, 134-135쪽)
35. ↑  (de Baecque 2011, 140쪽)
36. ↑  “À bout de souffle”. 《jpbox-office.com》. .
37. ↑  (de Baecque 2011, 141-146쪽).
38. ↑  (de Baecque 2011, 149-150쪽).
39. ↑  (Frodon 2010, 60쪽).
40. ↑  장미셸 프로동 (2010). 《프랑스 영화, 누벨 바그부터 현재까지Le Cinéma français, de la Nouvelle Vague à nos jours》. 파리: 카예 뒤 시네마. 59-61쪽..
41. ↑  (de Baecque 2011, 153-159쪽).
42. ↑  (de Baecque 2011, 178쪽)
43. ↑  (de Baecque 2011, 276-277쪽).
44. ↑  1990년 5월 칸 영화제 기자 회견에서 한 발언으로, 1990년 6월 <카예 뒤 시네마> 433호에서 재수록되었으며, (de Baecque 2011, 695쪽)에서도 인용되었음.